# 布利斯-萊維特Mk 2型魚雷
布利斯-萊維特Mk 2型魚雷是一款E.W.布利斯公司繼為美國海軍製造懷特黑德魚雷後，被採用的反水面戰艦布利斯-萊維特魚雷，魚雷的設計和生產在1904年展開。Mk 2型魚雷是是第一款美國生產的配備反向轉動渦輪發動機的魚雷，每個渦輪機驅動一個螺旋槳。這設計消除了先前的魚雷(布利斯-萊維特Mk 1型魚雷)傾向於滾動的不平衡力矩。